# SKA Minsk
SKA Minsk (russisch Спортивный Клуб Армии (СКА Минск), transkribiert Sportiwny Klub Armii (SKA Minsk), auf Deutsch Sportclub der Armee Minsk) ist ein belarussischer Handballverein aus der Hauptstadt Minsk.

## Geschichte
Der Klub wurde 1976 gegründet und seine Mannschaft stieg unter Federführung von Trainer Spartak Mironowitsch schnell zu einem der stärksten Männerteams der Sowjetunion auf. Bereits 1983 konnte man den Europapokal der Pokalsieger erringen. In den Finalspielen schlug man Dinamo Bukarest. Im anschließenden Spiel um die Vereins-EM unterlag man in München dem VfL Gummersbach nur knapp mit 16:17.
In der Folge konnte Mironowitsch der bereits vorhandenen starken Flügelzange, bestehend aus Aljaksandr Karschakewitsch (Linksaußen) und Juri Schewzow (Rechtsaußen), nun auch noch hochtalentierte Rückraumspieler hinzufügen. Dies waren unter anderem Michail Jakimowitsch und Aleksandr Tutschkin. Ab 1987 gewann man nun Europacup nach Europacup. 1987, 1989 und 1990 gelang der Sieg im Europapokal der Landesmeister. Zudem konnte 1988 ein Mal der Sieg Europapokal der Pokalsieger erreicht werden. Mit dem Finalsieg in diesem Wettbewerb am 21. Mai 1988 hielt der Verein für zwei Tage die Titel in den beiden höchsten Europapokalwettbewerben, bis ZSKA Moskau am 23. Mai das Final-Rückspiel im Europapokal der Landesmeister gegen TUSEM Essen gewann.
Mit der politischen Wende zerfiel diese Ausnahmemannschaft. Zwischen 1990 und 1992 verließen wichtige Leistungsträger den Verein. Einen weiteren großen Erfolg konnte man 1992 mit der Finalteilnahme im IHF-Pokal verbuchen. Auch in der Folge blieb der Verein noch eine Weile die klare Nummer eins im eigenen Land. Zwischenzeitlich erlangten der Brest GK Meschkow und der Minsker Stadtrivale HC Dinamo Minsk die Oberhand in der belarussischen Liga. Im Jahr 2013 gelang dem Verein der Gewinn des EHF Challenge Cups. Damit ist SKA Minsk einer von nur sieben Vereinen, die drei verschiedene Europapokale gewinnen konnten und mit sechs Europapokalsiegen der international fünfterfolgreichste Verein Europas hinter dem SC Magdeburg (7 Titel), dem THW Kiel (8), dem VfL Gummersbach (11) und dem FC Barcelona (16).

## Erfolge
- Europapokalsieger der Landesmeister: 1987, 1989, 1990
- Europapokalsieger der Pokalsieger: 1983, 1988
- Sieger EHF Challenge Cup: 2013
- 16× Landesmeister: 1981, 1984, 1985, 1986, 1988, 1989 (UdSSR), 1993 bis 2002, 2025 (Belarus)
- 11× nationaler Pokalsieger: 1980, 1981, 1982 (UdSSR), 1998, 1999, 2000, 2001, 2002, 2006, 2012, 2019 (Belarus)

## Persönlichkeiten
- Andrei Barbaschinski
- Serhij Bebeschko
- Iwan Brouka
- Gennadij Chalepo
- Vitali Feshchanka
- Anatoli Galouza
- Michail Jakimowitsch
- Aljaksandr Karschakewitsch
- Andrej Klimovets
- Anton Lakisa
- Aljaksandr Malinouski
- Iwan Mazkewitsch
- Alexander Minevski
- Andrej Minevski
- Spartak Mironowitsch
- Aljaksandr Masejkin
- Ihar Papruha
- Andrei Paraschtschenko
- Barys Puchouski
- Konstantin Scharowarow
- Juri Schewzow
- Sjarhej Schylowitsch
- Georgi Sviridenko
- Aleksandr Tutschkin
- Mikita Wajlupau